# Didymoplexiella
Didymoplexiella es un género de orquídeas saprófitas. Tiene ocho especies. Es originario del sudeste de Asia desde Indochina y Malasia hasta Japón.

## Taxonomía
El género fue descrito por Leslie A. Garay y publicado en Archivos do Jardim Botânico do Rio de Janeiro 13: 133. 1954.

## Etimología
El nombre del género Didymoplexiella es un diminutivo de Didymoplexis, estrechamente relacionado con el género.

## Características
La inflorescencia es un terminal en forma de racimo con algunas notables flores.

## Especies deDidymoplexiella
1. Didymoplexiella borneensis (Schltr.) Garay, Arch. Jard. Bot. Río de Janeiro 13: 33 (1954).
2. Didymoplexiella cinnabarina Tsukaya, M.Nakajima & H.Okada, Acta Phytotax. Geobot. 56: 208 (2005).
3. Didymoplexiella forcipata (J.J.Sm.) Garay, Arch. Jard. Bot. Río de Janeiro 13: 33 (1954).
4. Didymoplexiella hainanensis X.H.Jin & S.C.Chen, Novon 14: 176 (2004).
5. Didymoplexiella kinabaluensis (Carr) Seidenf., Dansk Bot. Ark. 32: 175 (1978).
6. Didymoplexiella ornata (Ridl.) Garay, Arch. Jard. Bot. Río de Janeiro 13: 33 (1954).
7. Didymoplexiella siamensis (Rolfe ex Downie) Seidenf., Bot. Tidsskr. 67: 99 (1972).
8. Didymoplexiella trichechus (J.J.Sm.) Garay, Arch. Jard. Bot. Río de Janeiro 13: 34 (1954).